# Gebre Meszkel Lalibela
Gebre Meszkel Lalibela (ge'ez írással: ላሊበላ), uralkodói neve Gebre Meszkel (ge'ez: ገብረ መስቀል, átírva: gäbrä mäsqäl, nevének jelentése 'a kereszt szolgája').  Etiópia császára, avagy az etiópok használta cím szerint nəgusä nägäst (a "négusok négusa", vagyis "királyok királya"). A Zagve-dinasztia tagja, uralkodása Getacsev Makkonen Hasszen szerint 1189 és 1229 közé tehető. Talán a Zagve dinasztia leghíresebb uralkodója, elsősorban az általa építtetett sziklába vájt templomokról ismert, melyeknek az etióp ortodox egyház szerint ő maga a védőszentje (Szent Lalibela).

## Származása
Taddesse Tamrat történész szerint Jan Szejum korábbi császár fia és Kedusz Harbe testvére volt. Adefában vagy a később róla Lalibelának elnevezett Rohában született. Nevének jelentése agav nyelven "a méhek elismerik uralmát"[forrás?] arra utal, hogy születésekor egy méhraj vette körül, melyből anyja a gyermek fényes jövőjére következtetett.

## Élete
A többi Zagve uralkodóhoz képest sok forrás maradt fenn életéről. Egyik a szentté avatásához készült életrajz, a Gadle Lalibela. 1210 körül az alexandriai pátriárka küldöttsége is meglátogatta udvarát és beszámolót készített róla.
Nagybátyja, Tatadim és testvére Kedusz Harbe uralkodása alatt száműzetésben élt, ahol féltestvére megmérgezte, amibe majdnem belehalt. Még testvére életében uralomra jutott, ami feltehetőleg erőszakos hatalomátvétellel történt.
Főfelesége, Meszkel Kibra volt, akinek komoly politikai szerepe lehetett az udvarban. Rávette Mihály abunt, hogy testvérét, Hirunt nevezze ki püspökké. A néhány év múlva az Egyiptomba távozott Mihály arról panaszkodott, hogy Hirun az ő tisztségét bitorolja.
Egy másik történet szerint a feleség rávette Lalibelát, hogy mondjon le a trónról unokaöccse, Nákueto Láb javára. Az unokaöcs másfél éves szerencsétlen uralkodása után pedig meggyőzte Lalibelát, hogy térjen vissza a trónra. valószínű hogy ez a történet Lalibela elűzésének kiszínezett változata, az unokaöcs uralmának ugyanis Lalibela fia, Jetbarak vetett véget.

## A templomok
A legenda szerint látomásban megjelent előtte a muszlimok által nemrég elfoglalt Jeruzsálem. A látomás hatására megpróbálta felépíteni az Új Jeruzsálemet, melyet székhelyévé is tett. A város részeinek számos bibliai nevet adtak, pl. a folyót Jordánnak nevezték el. 
A 11, egy sziklából kifaragott templom építésének részletei nem ismertek. A Gadla Lalibela szerint azt angyalok is segítették. A templomok 1978 óta a Világörökség részét képezik.

## Fordítás
- Ez a szócikk részben vagy egészben  a   Gebre Mesqel Lalibela című angol Wikipédia-szócikk fordításán alapul.  Az eredeti cikk szerkesztőit annak laptörténete sorolja fel. Ez a jelzés csupán a megfogalmazás eredetét és a szerzői jogokat jelzi, nem szolgál a cikkben szereplő információk forrásmegjelöléseként.

| Előző uralkodó: Kedusz Harbe | Etiópia császára 1189 k. – 1229 k. Zagve-dinasztia | Következő uralkodó: Nákueto Láb |